# Cầu Đồng Quang
Cầu Đồng Quang là một cây cầu bắc qua sông Đà, nối liền hai tỉnh thành Phú Thọ và Hà Nội, Việt Nam.
Cầu kết nối tỉnh lộ 317 của tỉnh Phú Thọ (phía tả ngạn) với tỉnh lộ 414 của thành phố Hà Nội (phía hữu ngạn). Tên cầu được ghép từ hai địa danh ở hai đầu cầu là xã Đồng Luận, huyện Thanh Thủy (nay là một phần xã Đồng Trung) và xã Minh Quang, huyện Ba Vì.
Cầu Đồng Quang có kết cấu bê tông cốt thép và bê tông cốt thép dự ứng lực; có chiều dài 746 m, chiều rộng mặt cầu là 10 m, gồm hai làn xe.
Công trình có tổng mức đầu tư là 510,6 tỷ đồng, được khởi công vào ngày 28 tháng 11 năm 2014 và khánh thành ngày 20 tháng 12 năm 2015.